# ドリス・ミラー (空母)
ドリス・ミラー (USS Doris Miller, CVN-81) は、アメリカ海軍で計画中の航空母艦（原子力空母）。
新型空母ジェラルド・R・フォード級の4番艦。ニミッツ級3番艦「カール・ヴィンソン」(CVN-70)の後継として2032年に就役が予定されている。艦名は真珠湾攻撃の際にコックでありながら対空機銃を操作して日本機を撃墜したとされる黒人兵ドリス・ミラーにちなむ。